# Васильченко Лілія Опанасівна
Лілія Васильченко (повне ім’я — Лілія Афанасіївна Васильченко; нар. 8 липня 1962 року в Новосибірську — померла 19 грудня 2011 року там само) — радянська спортсменка з лижних перегонів, яка здобула золоту медаль у складі естафетної команди на чемпіонаті світу 1985 року в Зефельді.

## Біографія
Народилася 8 липня 1962 року в Новосибірську.
У грудні 1981 року Лілія Васильченко виступала за збірну СРСР на Кубку Уралу в Свердловську. Разом з Юлією Степановою та Любов’ю Лядовою її команда перемогла в естафеті 3×5 км з результатом 44 хвилини 41 секунда.
З 1982 року входила до складу національної збірної СРСР з лижних перегонів, представляючи Новосибірську область. Під керівництвом тренера Анатолія Довгих здобула звання майстра спорту міжнародного класу. Неодноразово перемагала в естафетах та індивідуальних забігах на дистанціях 5 і 10 км на всесоюзних змаганнях та Кубку СРСР.
У 1983 році виборола золоту медаль у складі збірної СРСР в естафеті 3×5 км на зимовій Універсіаді. Разом з нею виступали Любов Заболотська та Фаїна Смирнова.
На Олімпійських іграх 1984 року в Сараєві посіла 17-е місце в індивідуальній гонці на 5 км. Тоді представляла спортивне товариство «Трудові резерви» (Новосибірськ) і навчалася в Красноярському інституті фізичної культури.
На чемпіонаті світу 1985 року в Зеєфельді здобула золоту медаль в естафеті 4×5 км. Її найкращим особистим результатом стало 8-е місце на дистанції 20 км.
Того ж року стала чемпіонкою СРСР на дистанції 5 км.
Померла 19 грудня 2011 року в Новосибірську.

## Досягнення
Чемпіонат СРСР 1984 року:
- 5-те місце на дистанції 10 км
- 6-те місце на дистанції 5 км

Всесвітня зимова Універсіада 1984 року:
- Золота медаль в естафеті
- Бронзова медаль на дистанції 10 км